# Nowy Młyn Drugi
Nowy Młyn Drugi – część wsi Laskowo w Polsce położona w województwie wielkopolskim, w powiecie chodzieskim, w gminie Szamocin.
Miejscowość wchodzi w skład sołectwa Laskowo.
W latach 1975–1998 miejscowość administracyjnie należała do województwa pilskiego.